# La Donna (rivista 1868)
La Donna  fu una rivista quindicinale illustrata italiana edita fra il 1868 e il 1890. Il sottotitolo era Periodico d'educazione / compilato da donne italiane. Fondatrice e direttrice fu Gualberta Alaide Beccari.
L'ambiente culturale che espresse La Donna è quello d'ispirazione mazziniana; gli ideali erano quelli dell'emancipazione della donna.
Tra le collaboratrici della rivista si possono annoverare: Anna Maria Mozzoni, Paolina Schiff, Sarina Nathan, Luisa Tosco, Giorgina Saffi, Giulia Cavallari Cantalamessa, Fanny Lewald, Ernesta Napollon, Anna Vertua Gentile.

## Storia
Alaide Gualberta Beccari, femminista italiana, fondò La Donna nel 1868 all'età di 26 anni. Lo diresse per tutta la sua esistenza. Fu il primo periodico scritto esclusivamente da donne. Nel 1878, la rivista seguì la Beccari quando si trasferì a Bologna.

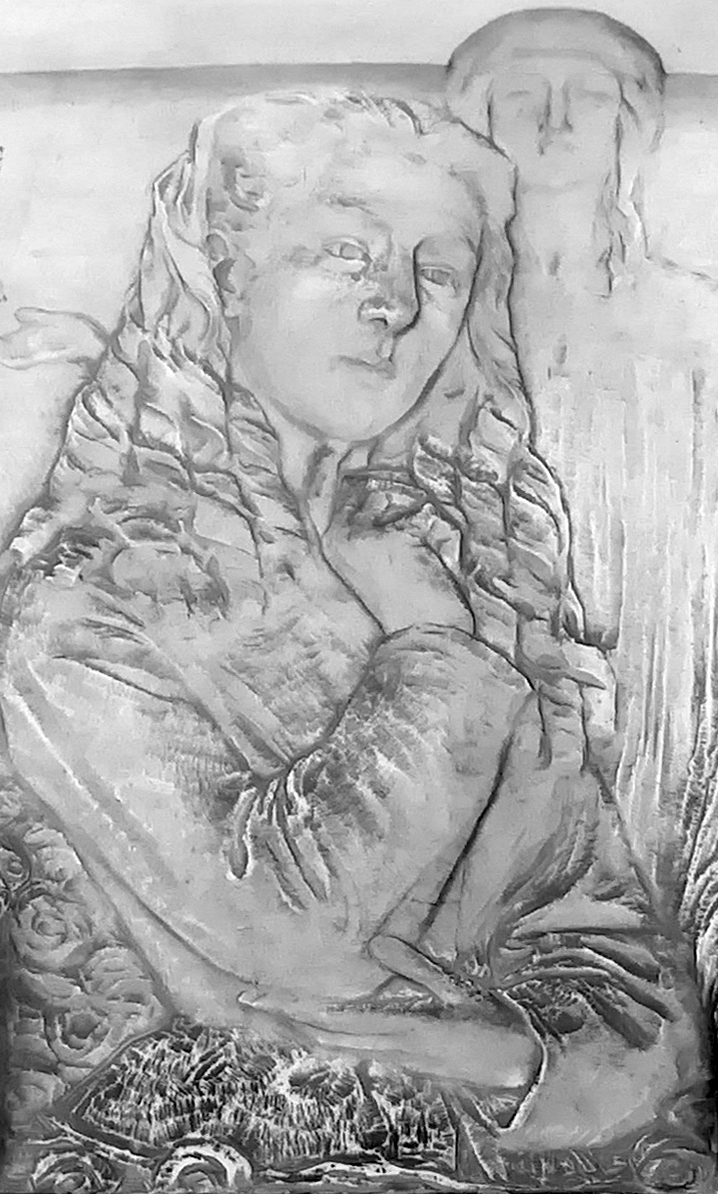
Gualberta Alaide Beccari.

È il primo giornale scritto da sole donne, pubblicato costantemente fino al 1891, chiuso poi per motivi economici e a causa delle avverse condizioni di salute in cui si trovava la Beccari. Per oltre un ventennio s'impegnò nel raggiungere il suo unico traguardo: educare politicamente le donne italiane aprendo la strada che porterà verso il pensiero emancipazionista del nuovo secolo. La rivista, oltre ad affrontare tematiche più svariate relative ai diritti delle donne, si incentrava sulle corrispondenze epistolari, in particolare sulle risposte della Beccari ai dubbi dei lettori sull'uguaglianza universale e sull'umana redenzione. Con lo scopo di incrementare le conoscenze delle proprie lettrici, inoltre, la rivista La Donna si impegnava anche nella pubblicazione di numerose opere poetiche di diverse autrici, alcune delle quali sconosciute. L'obiettivo principale era soprattutto ricordare a tutti che anche le donne erano in grado di esporre i loro pensieri, non solo, erano in grado di competere con la componente maschile, scontrandosi con gli ideali dell'epoca, formando una "nuova donna italiana"
Di rilievo per la rivista fu sicuramente l'influenza dell'insegnamento mazziniano, soprattutto il principio secondo cui nulla si ottiene senza sacrificio e duro lavoro: esistono i diritti, e bisogna combattere per ottenerli, ma esistono anche i doveri. Diversi riferimenti al Mazzini furono anche di natura religiosa, non prettamente clericale, ma intesa come spirito di servizio e, al contrario, non indifferente.
Naturalmente, essendo la Beccari molto anticonformista e pronta a rompere gli schemi imposti dalla società a favore dei propri principi, non sorprende che il giornale avesse diversi rivali, per lo più giornali con idee conservatrici e quelli cattolici-clericali, secondo cui era impensabile che la donna dovesse occuparsi di questioni politiche. Questi accusarono la fondatrice del giornale di creare confusione e di voler corrompere la donna dal suo ruolo naturale: maritarsi, procreare, prendersi cura della famiglia, e dedicarsi alle attività caritatevoli.